# Kleistpark (métro de Berlin)
Kleistpark est une station du métro berlinois sur la ligne 7 à Berlin-Schöneberg dans l'arrondissement de Tempelhof-Schöneberg. Il s'agit d'une station souterraine située sous l'embranchement de la Grunewald-, Haupt- et Potsdamerstraße.

## Histoire
La station a été conçue en 1970 par l'architecte Rainer G. Rümmler. Les murs sont reconverts d'un dallage gris en céramique. Les piliers sont plaqués d'aluminium. Jusqu'en 2008, la Berliner Verkehrsbetriebe avait son siège principal à côté de la station sur la Potsdamer Straße avant de déménager vers son siège actuel dans les tours Trias vers Jannowitzbrücke.

## Correspondance
Il existe des correspondances possibles avec les lignes de bus diurnes M48, M85, 106, 187, 204 ainsi que la ligne nocturne N7.

## À proximité
- Parc Heinrich-von-Kleist
- Kammergericht